# Granopothyne mindanaonis
Granopothyne mindanaonis là một loài bọ cánh cứng trong họ Cerambycidae.